# بايام (أسطورة)
بايام (بالإنجليزية: Baiam)‏ الجد القومي لقبيلة کامیلارون في منطقة ويلز الجديدة في جنوب استراليا. علم الناس العادات والتقاليد والطقوس والشعائر المقدسة، وتزوج من کومینبيل، والتي أنجبت له عددا من الأطفال منهم من تخصص في إرسال الفيضانات على الأرض أما الأب فيضرع الناس له من أجل هطول المطر.